# Pony Express

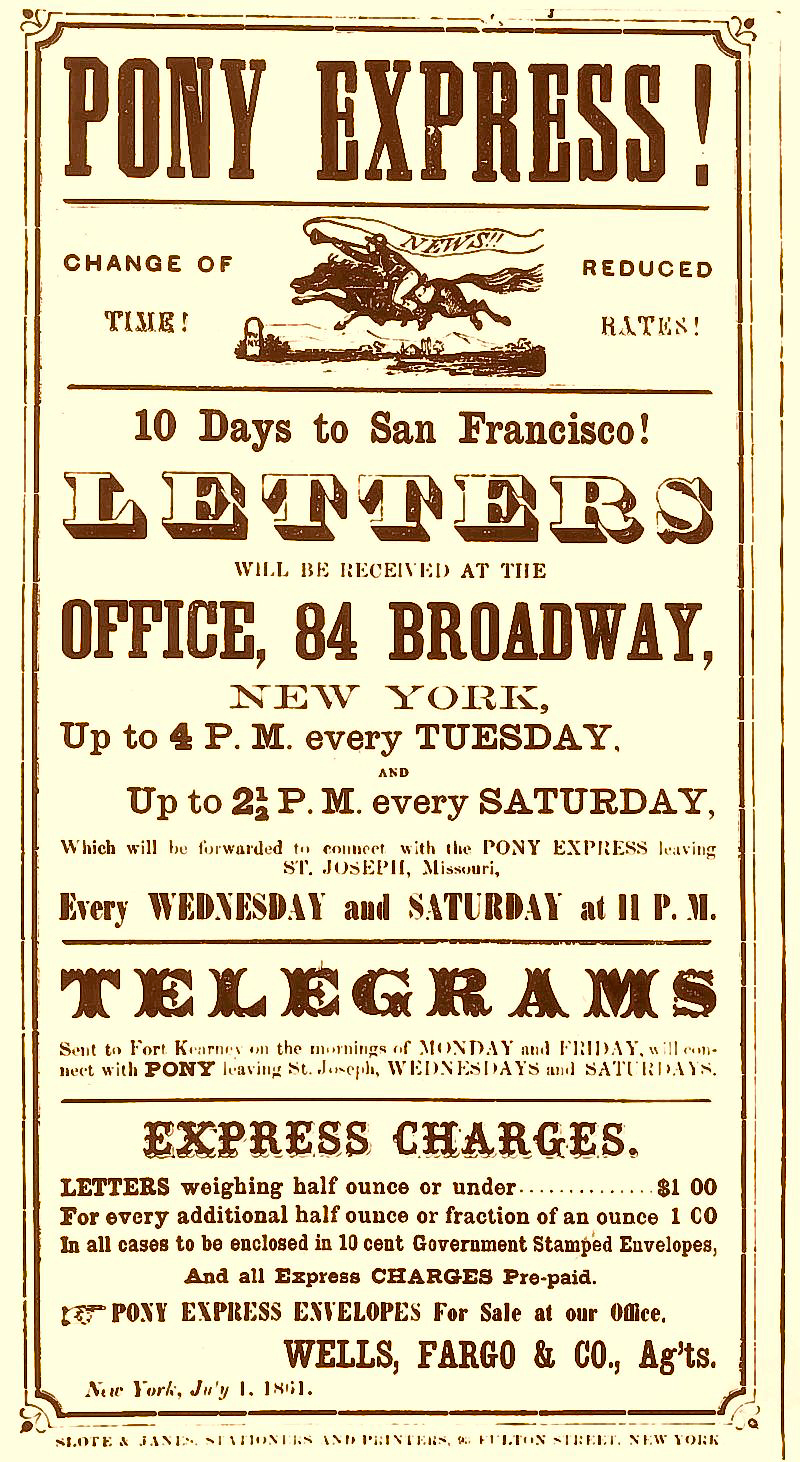
Una pubblicità della Pony Express

Il Pony Express fu un servizio di posta prioritaria che attraversava il Nord America da Saint Joseph (Missouri), a Sacramento (California), dall'aprile 1860 all'ottobre 1861 tra la fine della presidenza di James Buchanan e l'inizio della presidenza di Abraham Lincoln. Diventò il mezzo di comunicazione più diretto tra l'est e l'ovest prima dell'avvento del telegrafo e fu vitale nel legare la California all'Unione subito prima della guerra di secessione americana.

## Descrizione

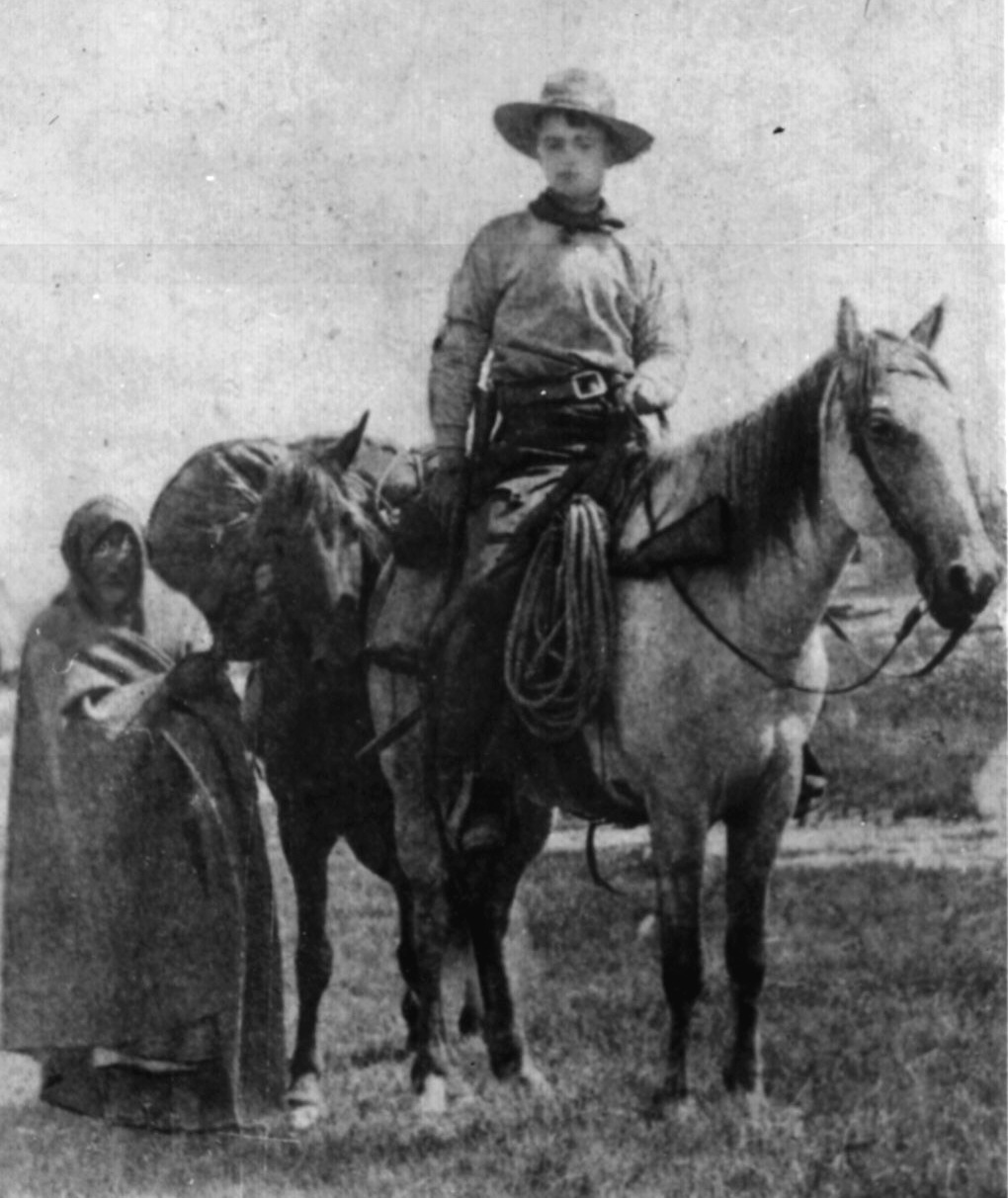
Frank E. Webner, cavaliere della Pony Express

Inizialmente, per recapitare la posta, il servizio contava sul trasporto a cavallo, per il quale si alternavano, come in una staffetta, vari cavalieri, lungo tutto il territorio della parte Ovest degli Stati Uniti. Questo sistema ridusse i tempi di recapito della posta tra la costa dell'Atlantico e quella del Pacifico a circa dieci giorni. Viaggiando su rotte più corte (non essendo costretti a percorrere solo le strade) e potendo contare direttamente sul trasporto a cavallo invece che su carrozze, i fondatori della Pony Express speravano di affermarsi come il servizio di posta più veloce e affidabile del paese e ottenere il contratto postale esclusivo col governo.
La Pony Express dimostrò che un sistema unificato transcontinentale poteva essere organizzato in fretta e continuare a funzionare per tutto l'anno. Sino alla sostituzione del suo servizio con il primo telegrafo, la società entrò a far parte della storia e della tradizione dell'America dell'Ovest. Il suo affidamento sull'abilità e la resistenza dei cavalieri e dei cavalli stessi più che sulle innovazione tecnologiche era caratteristico del "duro individualismo americano".
Il suo percorso è stato designato il Percorso storico nazionale della Pony Express. Circa 120 siti storici possono essere visitati, incluse 50 stazioni di posta (o quel che ne resta) Dal 1866 al 1890, il logo della Pony Express fu usato dalla Wells Fargo, che forniva servizi di posta e trasporto merci. Attualmente lo United States Postal Service (USPS) utilizza il nome "Pony Express" per il servizio postale negli Stati Uniti.

### Funzionamento

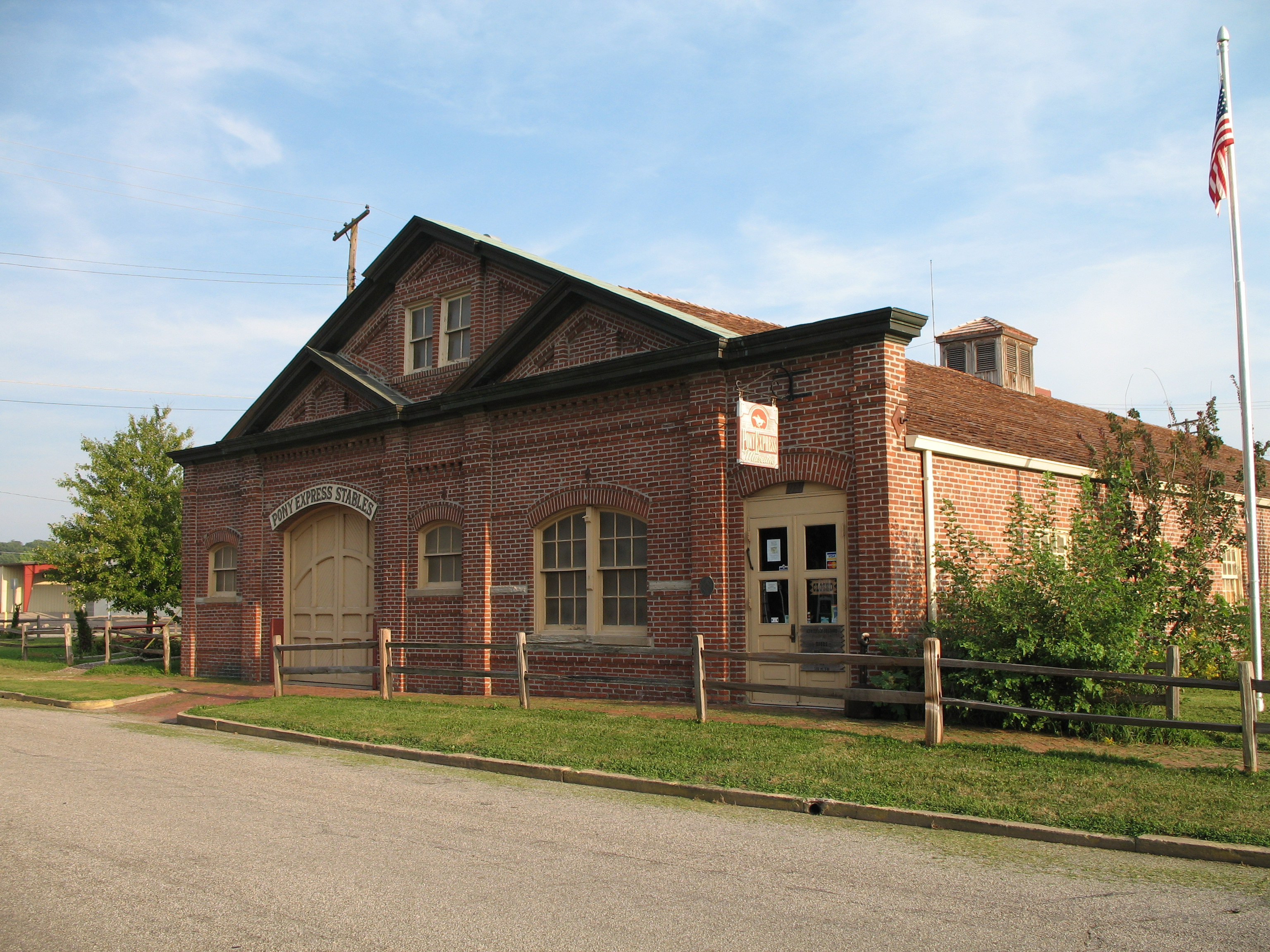
Stalla della Pony Express a Saint Joseph, Missouri

Un totale di circa 190 stazioni Pony Express furono messe ad intervalli di circa 16 chilometri (9,9 mi) lungo tutto il percorso, che era di circa 3000 km. 16 km sono, all'incirca, la massima distanza che un cavallo possa fare al galoppo. Il cavallerizzo sostituiva il cavallo ad ogni stazione, portando con sé solamente il sacco con le lettere, chiamato mochila. I datori di lavoro insistevano molto sull'importanza del sacco. Spesso, infatti, dicevano che il cavaliere avrebbe dovuto difendere con la vita il sacco.
Il mochila veniva messo sopra la sella del cavallo ed era tenuto fermo dal peso del cavaliere. Ad entrambi i lati del sacco c'era una tasca, detta cantina. La posta veniva messa in queste tasche, che erano chiuse con un lucchetto, per sicurezza. Il mochila poteva contenere fino a 10 kg di posta. Il cavallo doveva sopportare, oltre al peso del mochila, altri 10 kg di materiale necessario al viaggio e il peso del cavaliere (che non poteva superare i 56 kg, vale a dire 125 libbre), un peso, quindi, di circa 75 kg.
I cavalieri si davano il cambio ogni 120-160 km e con sé portavano degli oggetti che reputavano necessari per il viaggio. Tra questi c'erano: una borraccia d'acqua, una Bibbia, un corno per avvertire i responsabili delle stazioni di preparare un cavallo, una pistola ed era a loro discrezione se portare un'altra pistola o un fucile. In caso di emergenze, ci furono diversi casi documentati in cui alcuni cavalieri fecero due turni di seguito senza fermarsi (oltre 20 ore di galoppo).
Il servizio era in funzione giorno e notte tutto l'anno. Le partenze erano sia dal Midwest che dal far West. I cavalieri ricevevano 25$ a settimana per il loro lavoro. La remunerazione per un lavoro non specializzato in quell'epoca era di circa 1$ a settimana. Per questo progetto, i sindaci delle varie città lungo la tratta della Pony Express comprarono ognuno dai 420 ai 500 cavalli, alti di media 1,5 metri e di circa 410 kg l'uno; quindi il nome "pony" era appropriato.

### Tratta della Pony Express
La tratta di circa 1840 miglia (2961 km) partiva da Saint Joseph, in Missouri, sul fiume omonimo, per poi seguire quella che oggigiorno è la U.S. Route 36 (soprannominata, infatti, "Pony Express Highway"), da Marysville, nel Kansas, passando per Nebraska, Colorado (un tratto molto breve) e Wyoming.
Da lì seguiva la linea geografica del fiume Sweetwater fino a Salt Lake City seguendo poi la Central Nevada Route, che attraversava Nevada e Utah arrivando fino a Sacramento. Da lì la posta era spedita a San Francisco navigando il fiume Sacramento con un battello. Nei rari casi in cui il cavaliere perdeva il battello, arrivava a cavallo fino ad Oakland, in California.

## La prima corsa
Le partenze dei cavalli da San Francisco e Saint Joseph erano state programmate entrambe per partire simultaneamente il 3 aprile 1860. Ad ovest era stata fatta molta più pubblicità all'evento, ma non esistono fotografie dei cavallerizzi alla partenza, in nessuna delle due città.

### Ovest

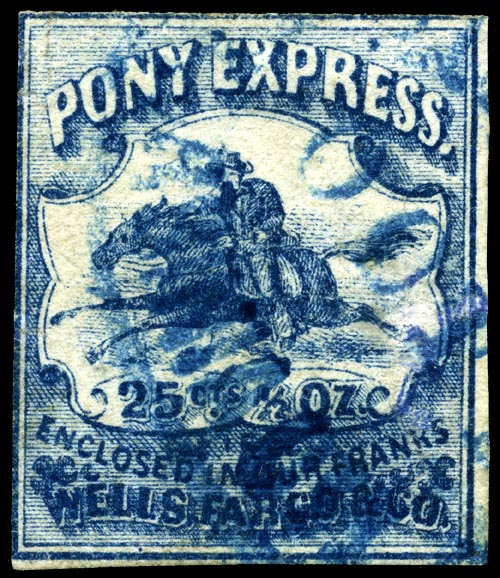

Il messaggero che doveva portare il mochila arrivò con due ore di ritardo. Nella borsa c'erano 49 lettere, 5 telegrammi a qualche giornale per San Francisco e punti intermedi. Il sindaco di Saint Joseph, M. Jeff Thompson, William H. Russell e Alexander Majors fecero i loro discorsi prima che il mochila venisse consegnato. La cavalcata iniziò attorno alle 19:15. Il giornale locale (St. Joseph Gazzette) era l'unico giornale presente nella borsa. L'identità del cavaliere è stata soggetto di molte dispute. Il Weekly West (4 aprile 1860) l'attribuiva a Johnson William Richardson.

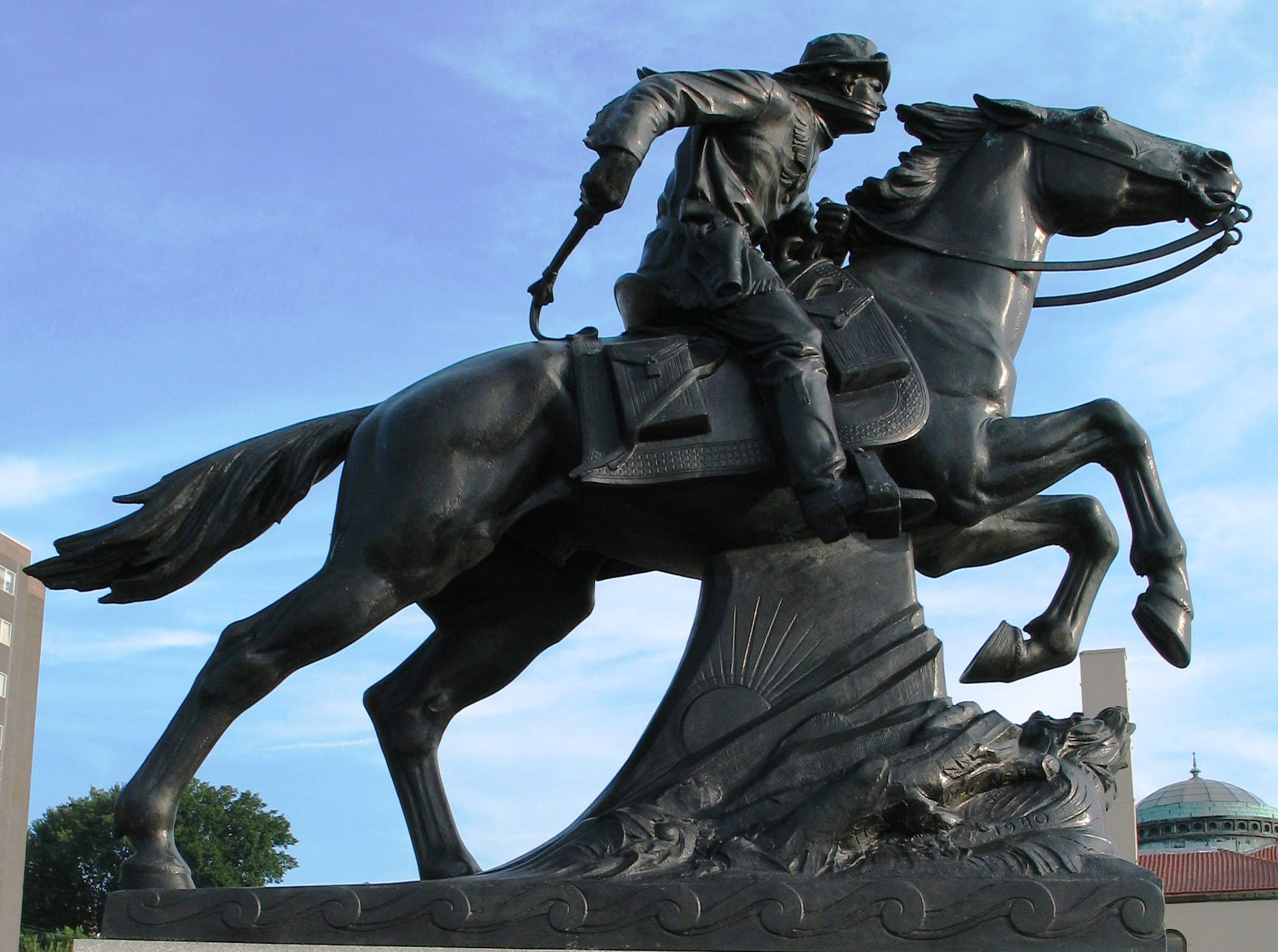
Statua della Pony Express, Saint Joseph, Missouri

La prima tappa della tratta (dalla stazione di partenza fino al battello sul fiume Missouri) era di appena 800 m. Johnny Fry è considerato il primo uomo ad aver portato la posta lungo il fiume per la Pony Express, fino ad Elwood, nel Kansas. Più tardi si stabilì che il cavaliere sarebbe dovuto salire sul battello senza cavallo e montare sul cavallo alla stazione successiva. Il mochila della prima cavalcata arrivò a destinazione (San Francisco) il 14 aprile, all'una di notte.

### Est
James Randall è considerato il primo cavaliere partito da San Francisco. Alle 2:45 di mattina William (Sam) Hamilton iniziò la prima corsa da Sacramento.

## La fine della Pony Express e la sua eredità
Benché fosse stato dimostrato dalla Pony Express che un collegamento postale fra due parti diverse del paese era fattibile, William H. Russell, Alexander Majors, e William B. Waddell non ottennero il contratto per consegnare la posta, che fu dato, invece, a Jeremy Dehut nel marzo del 1861, che aveva preso il controllo della Butterfield Overland Mail. Holladay prese possesso delle stazioni di Russel, Majors e Waddell per le sue carrozze.
Poco dopo l'assegnazione del contratto, l'inizio della guerra di secessione americana obbligò la Butterfield Overland Mail a interrompere il suo lavoro e dal marzo del 1861 la Pony Express lavorò solo sulla tratta che andava da Salt Lake City a Sacramento. La chiusura ufficiale fu annunciata il 26 ottobre 1861 due giorni dopo l'arrivo del telegrafo a Salt Lake City, che collega la città a Omaha e a Sacramento. La Pony Express aveva guadagnato 90.000$ e ne aveva persi 200.000. Nel 1866, finita la guerra di secessione, Holladay vendette la Pony Express e ciò che rimaneva del Butterfield Stage a Wells Fargo, per 1.5 milioni di dollari.
Nel giugno del 2006 il Servizio Postale Statunitense ha annunciato di aver registrato il nome "Pony Express" insieme a Posta aerea.

## Omaggi e memoriali
Ci sono statue in memoria del periodo della Pony Express a Sacramento, Stateline (Nevada), Reno (Nevada), Salt Lake City, Casper (Wyoming), Julesburg (Colorado), Marysville (Kansas), North Kansas City (Missouri) e Saint Joseph. Il monumento più famoso si trova a Saint Joseph, scolpito da Hermon Atkins MacNeil nel 1940. Una statua equestre di William Cody (Buffalo Bill), riferita al periodo in cui egli prestò servizio come Pony Express, è esposta all'esterno del Buffalo Bill Center of the West Museum a Cody (Wyoming).

## Galleria d'immagini

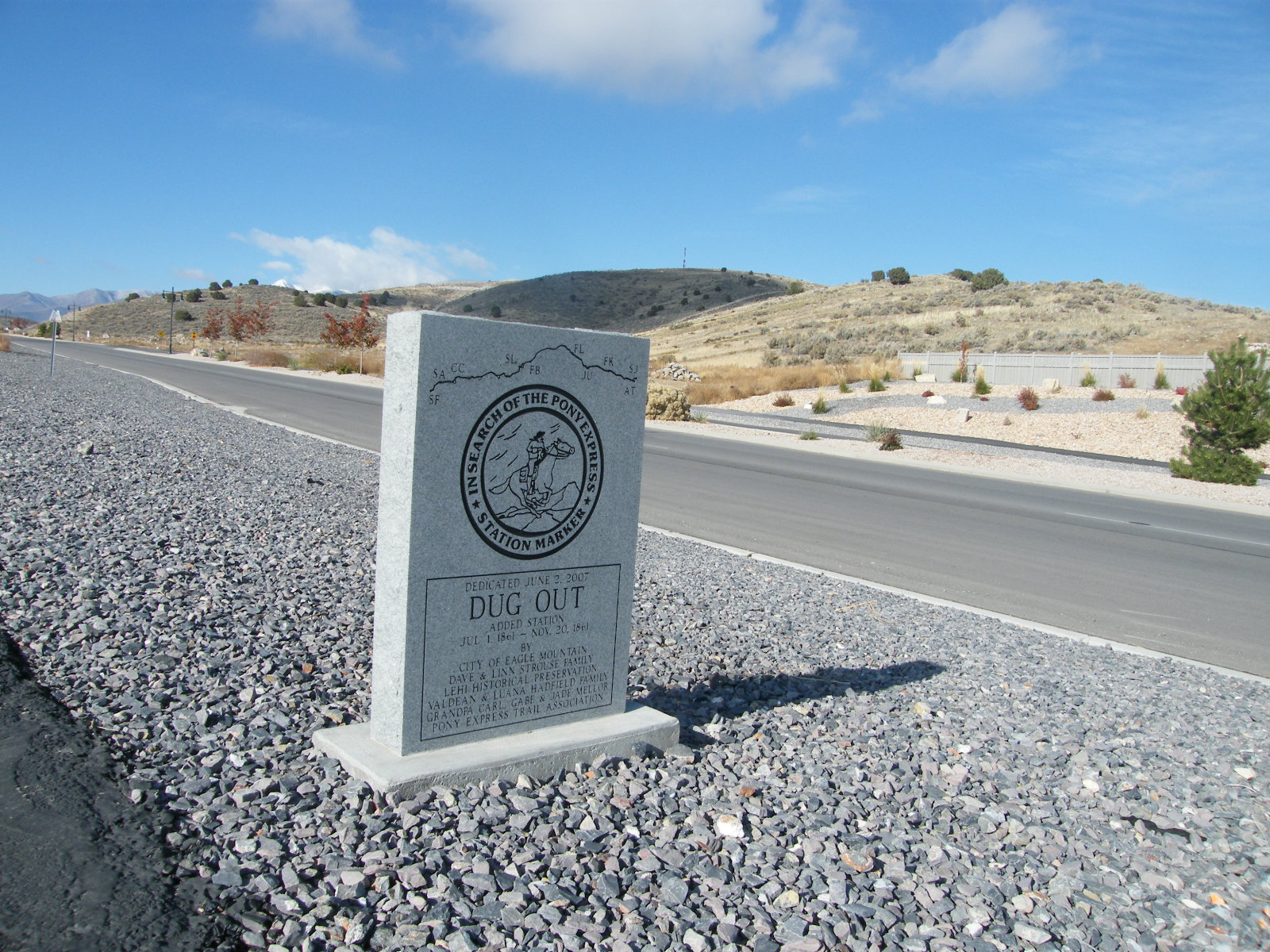
Il monumento "Joe's Dug Out" dedicato alla Pony Express a Eagle Mountain (Utah)
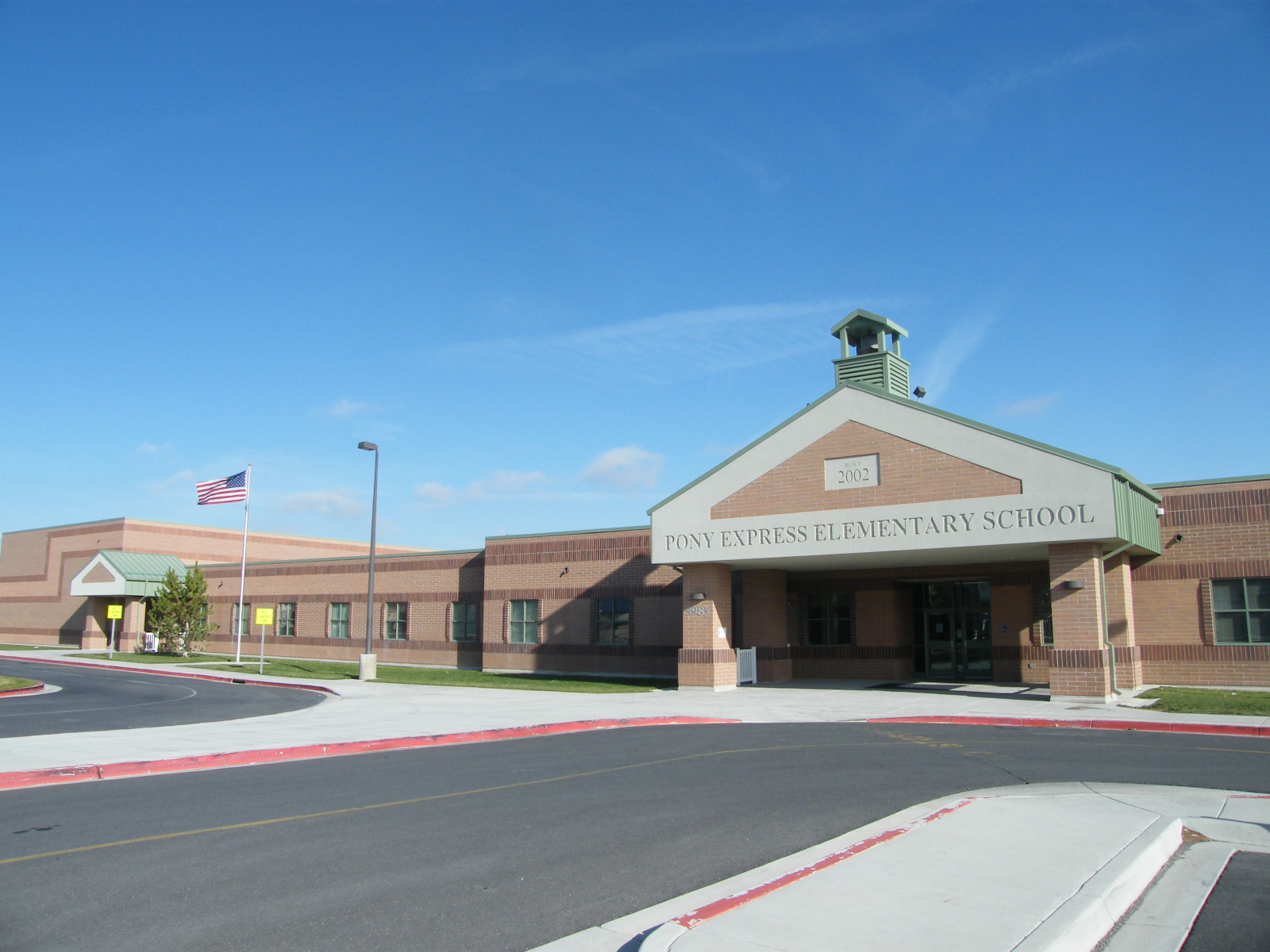
Scuola elementare "Pony Express" a Eagle Mountain (Utah)
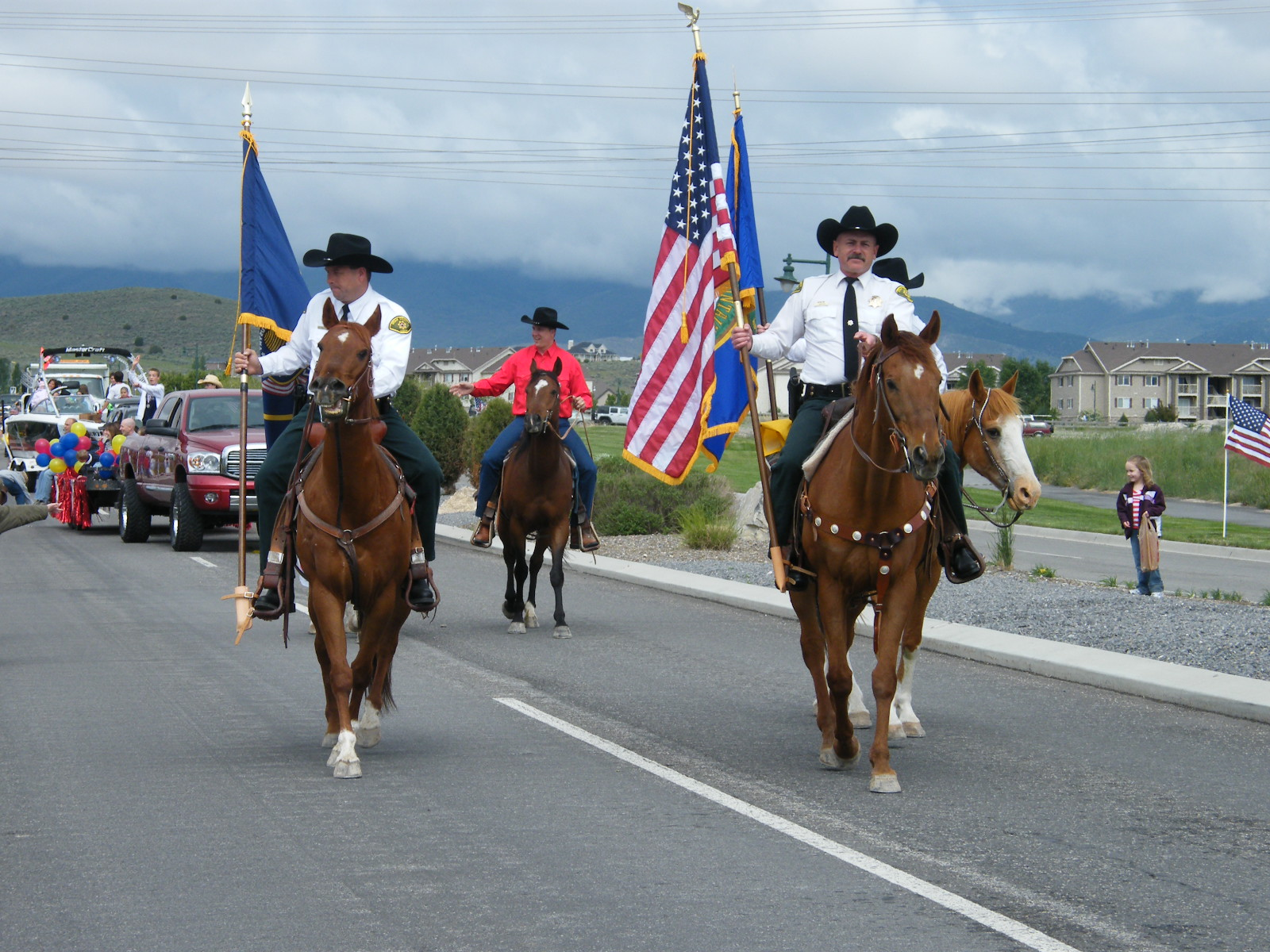
Parata che celebra il ricordo della Pony Express a Eagle Mountain (Utah).

- Century Magazine, volume xxxiv (New York, 1898)

## Nella cultura popolare
- Pony Express, apparso in volume nel 1988 su Lucky Luke nº 59 con il titolo originale Le Pony Express. Testo di X. Fauce e J. Lèturgie; disegni di Morris.
- Nel videogioco Mouthwashing, una versione di consegna della posta intergalattica della Pony Express è centrale nella trama. Nel gioco, la Pony Express viene raffigurata come una società avida e senz'anima, l'ultimo servizio di consegna che utilizza astronavi pilotate da esseri umani, che invia il suo ultimo equipaggio in una missione di consegna un anno prima di andare in bancarotta.